# Csang Csen
Csang Csen (hagyományos kínai: 張震, egyszerűsített kínai: 张震, pinjin: Zhāng Zhèn, Wade–Giles: Chang Chen) (Tajpej, 1976. október 14.) tajvani színész.

## Karrier
Csang Csen (Chang Chen) filmes karrierje már nagyon fiatal korában kezdődött. A tajvani rendező, Edward Yang kiválasztotta őt az A Brighter Summer Day (牯嶺街少年殺人事件) című négy órás, kritikusok által elismert filmjének főszerepére. Apja, Csang Kuocsu (Zhang Guozhu) szintén szerepelt a filmben fia karakterének apja szerepében.
Ismertebb alakításai az Ang Lee által rendezett Tigris és sárkány (2000) és a Wong Kar-wai által rendezett 2046 (2004) című filmek.
Szerepeinek elismeréséül több alkalommal jelölték Golden Horse-díjra, Hong Kong Film Awardsa és Asia Film Awardra.

## Filmográfia
- A Brighter Summer Day (1991) - Xiao Si'r
- Mahjong (1996) - Hong Kong
- Édes2kettes (1997) - Chang
- Tigris és sárkány (2000) - Lo (Fekete Felhő)
- Flyin' Dance (2000) - Choi
- Betelnut Beauty (2001) - Feng
- Kínai Odüsszeia 2002 (2002) - Zheng De császár
- Six Days (2002) (DJ Shadow videóklip)
- Colour of Sound (2003) - Jie
- 2046 (2004) - Mimi barátja
- Eros (2004) - Zhang
- Three Times (2005) - Chen/Mr. Chang/Zhen
- Selyem (2006) - Tung
- The Go Master (2006)
- Breath (2007) - Jang Jin
- Blood Brothers (2007) - Mark
- Vörös szikla - Sun Quan (2008)
- Missing (2008)
- Parking (2008)
- Winds of September (2008)
- Vörös szikla 2 (2009) - Sun Quan
- Here Comes Fortune (2010)
- The Grand Master (2010)
- The Assassin (2010)